# المنقل (المفلحي)

تعديل مصدري - تعديل

المنقل هي إحدى قرى عزلة المفلحي بمديرية المفلحي التابعة لمحافظة لحج، بلغ تعداد سكانها 112 نسمة حسب تعداد اليمن لعام 2004.